# Ivane Bagration de Moukhran
Pour les articles homonymes, voir Bagration.
Ivane Bagration de Moukhran (en géorgien : ივანე მუხრანბატონი), né le 7 décembre 1812 et mort le 11 mars 1895, est un général-lieutenant de l'armée russe, homme d'affaires et prince géorgien. Il fut l'un des premiers des grands propriétaires fonciers du pays. 
- En 1848, il fut nommé chef du régiment d'Erevan.
- Il participa à la guerre de Crimée (1853-1856), pendant laquelle il commanda l'armée contre Omer Pacha qui s’était introduit en Mingrélie. Pour la bravoure dont il a fit preuve contre les Turcs, il fut récompensé de la médaille de saint Georges.
- En 1881, après sa démission de l'armée, il fut choisi comme maréchal de Tbilissi.
- En 1876, il reçut des spécialistes du vin et des vignerons de France, et aidé par le célèbre vigneron Z. Jorjadze, construisit à Moukhran un chai pouvant contenir 1 200 000 litres.
- En 1882, les vins d'Ivane Bagration de Moukhran obtinrent à Moscou le label suprême de « Blason de l'État ».
- En 1889, lors de l'Exposition Universelle Internationale à Paris, ses vins décrochent la médaille d'or, tandis qu'Ivane Bagration de Moukhran est élevé au rang d'Officier du mérite agricole.

Aujourd'hui, son projet culturel et historique est perpétué par la société « Château Mukhrani ».

## Sources et liens externes
- mukhani.com